# PSD Bank Meeting 2010
PSD Bank Meeting 2010 – halowy mityng lekkoatletyczny, który odbył się 3 lutego 2010 w niemieckim Düsseldorfie. 
Najbardziej wartościowe rezultaty uzyskano w biegu na 5000 metrów mężczyzn (m.in. 4. oraz 5. wynik w historii światowej lekkoatletyki). Prowadzący przez drugą część dystansu Daniel Kipchirchir Komen pomylił ilość okrążeń i finiszował 200 metrów za wcześnie, przez co ukończył bieg dopiero na drugiej pozycji.

## Rezultaty

### Mężczyźni
| Konkurencja               | 1. miejsce          | 1. miejsce  | 2. miejsce               | 2. miejsce  | 3. miejsce    | 3. miejsce  |
| ------------------------- | ------------------- | ----------- | ------------------------ | ----------- | ------------- | ----------- |
| Bieg na 60 m              | Mark Jelks          | 6,56 WL     | Lerone Clarke            | 6,62 PB     | Ronald Pognon | 6,64        |
| Bieg na 800 m             | Jurij Borzakowski   | 1:45,77 WL  | Ismail Ahmed Ismail      | 1:45,99     | Adam Kszczot  | 1:46,00 PB  |
| Bieg na 1500 m            | Augustine Choge     | 3:36,75 WL  | Juan van Deventer        | 3:37,25 NR  | Geoffrey Rono | 3:38,10 PB  |
| Bieg na 5000 m            | Paul Kipsiele Koech | 13:02,95 WL | Daniel Kipchirchir Komen | 13:06,27 PB | Daniel Salel  | 13:15,89 PB |
| Bieg na 60 m przez płotki | Dayron Robles       | 7,50 NR     | Eric Mitchum             | 7,55 PB     | Shamar Sands  | 7,62        |
| Skok o tyczce             | Alexander Straub    | 5,70        | Hendrik Gruber           | 5,70 PB     | Romain Mesnil | 5,60        |
| Pchnięcie kulą            | Ralf Bartels        | 20,70       | Tomasz Majewski          | 20,55       | David Storl   | 20,08       |

### Kobiety
| Konkurencja               | 1. miejsce             | 1. miejsce   | 2. miejsce        | 2. miejsce | 3. miejsce      | 3. miejsce |
| ------------------------- | ---------------------- | ------------ | ----------------- | ---------- | --------------- | ---------- |
| Bieg na 60 m              | LaVerne Jones-Ferrette | 7,09 =WL =NR | Carmelita Jeter   | 7,13       | Chandra Sturrup | 7,23       |
| Bieg na 800 m             | Nataliya Lupu          | 2:02,86      | Lenka Masná       | 2:02,96    | Liliya Lobanova | 2:03,95 PB |
| Bieg na 1500 m            | Helen Clitheroe        | 4:10,29      | Angelika Cichocka | 4:10,54 PB | Irene Jelagat   | 4:11,20 PB |
| Bieg na 60 m przez płotki | LoLo Jones             | 7,85 WL      | Yvette Lewis      | 7,91       | Anay Tejeda     | 7,98       |
| Trójskok                  | Yargelis Savigne       | 14,84 WL     | Dana Velďáková    | 14,29      | Mabel Gay       | 14,26      |

## Rekordy
Podczas mityngu ustanowiono 5 krajowych rekordów w kategorii seniorów:
| Zawodnik               | Reprezentacja                        | Konkurencja    | Rezultat |
| ---------------------- | ------------------------------------ | -------------- | -------- |
| Churandy Martina       | Antyle Holenderskie                  | bieg na 60 m   | 6,65     |
| Juan van Deventer      | Południowa Afryka                    | bieg na 1500 m | 3:37,25  |
| Essa Ismail Rashed     | Katar                                | bieg na 5000 m | 13:19,10 |
| LaVerne Jones-Ferrette | Wyspy Dziewicze Stanów Zjednoczonych | bieg na 60 m   | 7,09     |
| Ingvill Måkestad Bovim | Norwegia                             | bieg na 1500 m | 4:13,82  |